# Культура Естонії

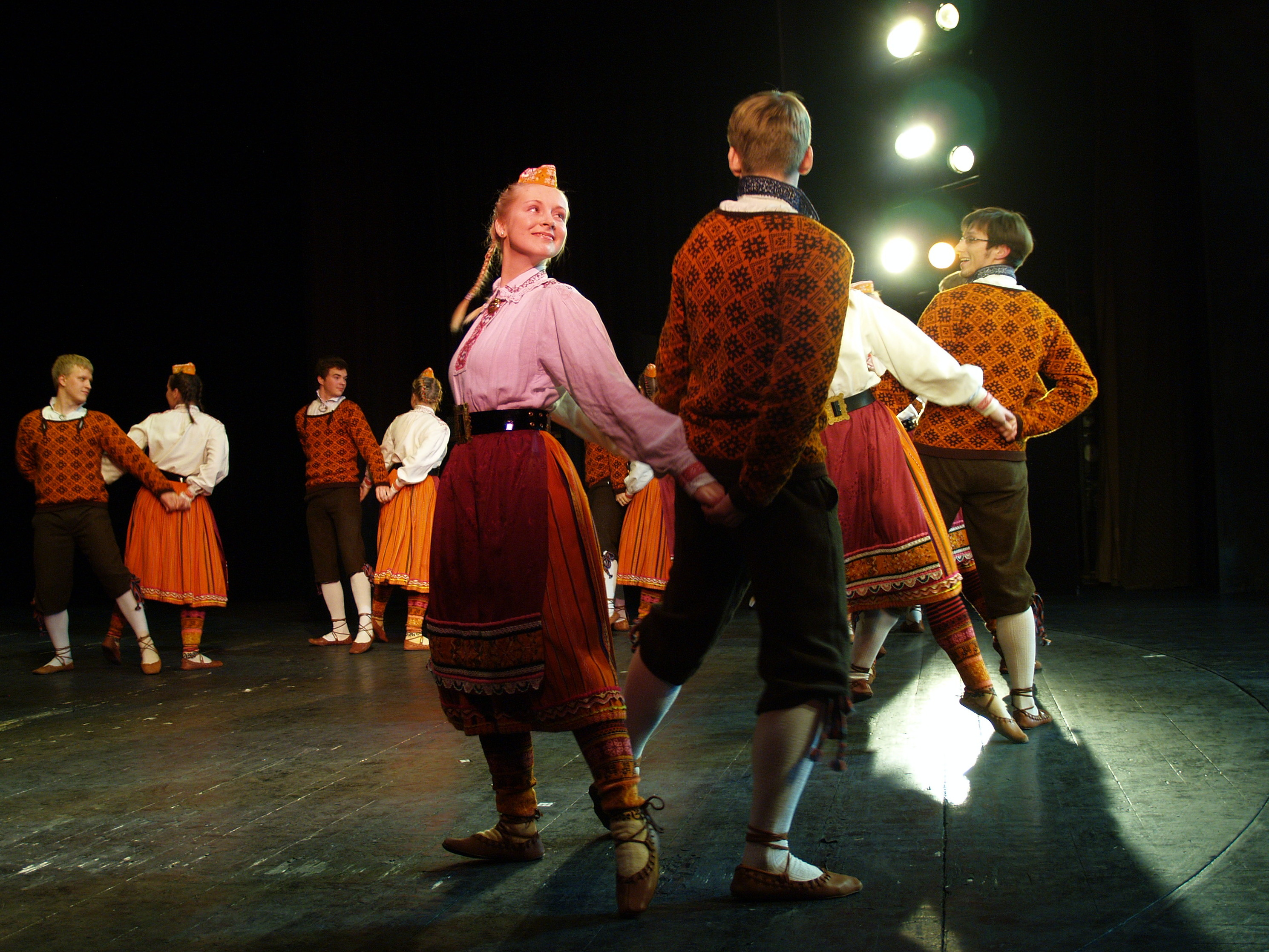
Народний танець

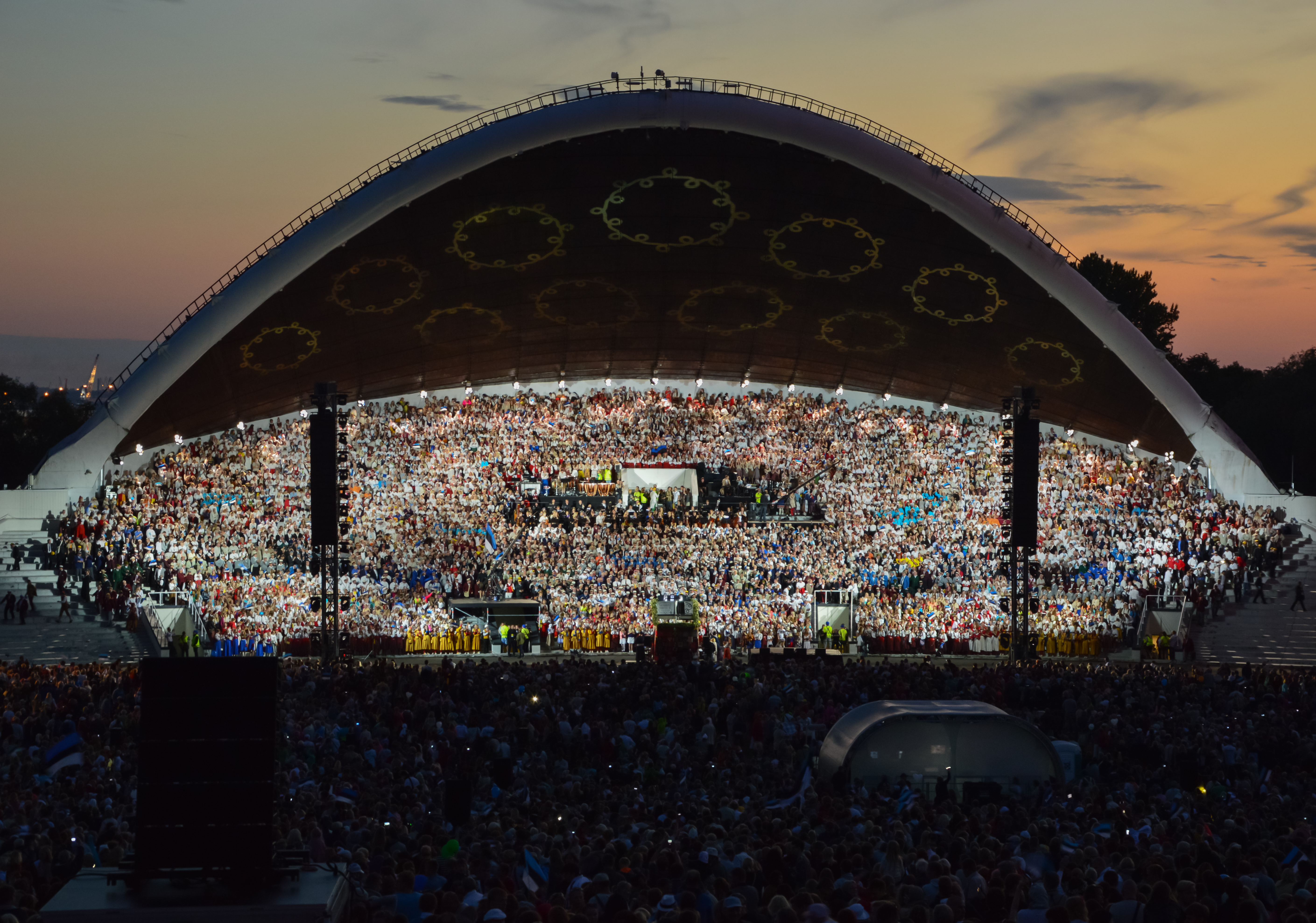
Естонське свято пісні

Культура Естонії — культурні явища, створені на території Естонії представниками народів Естонії.

## Середньовіччя

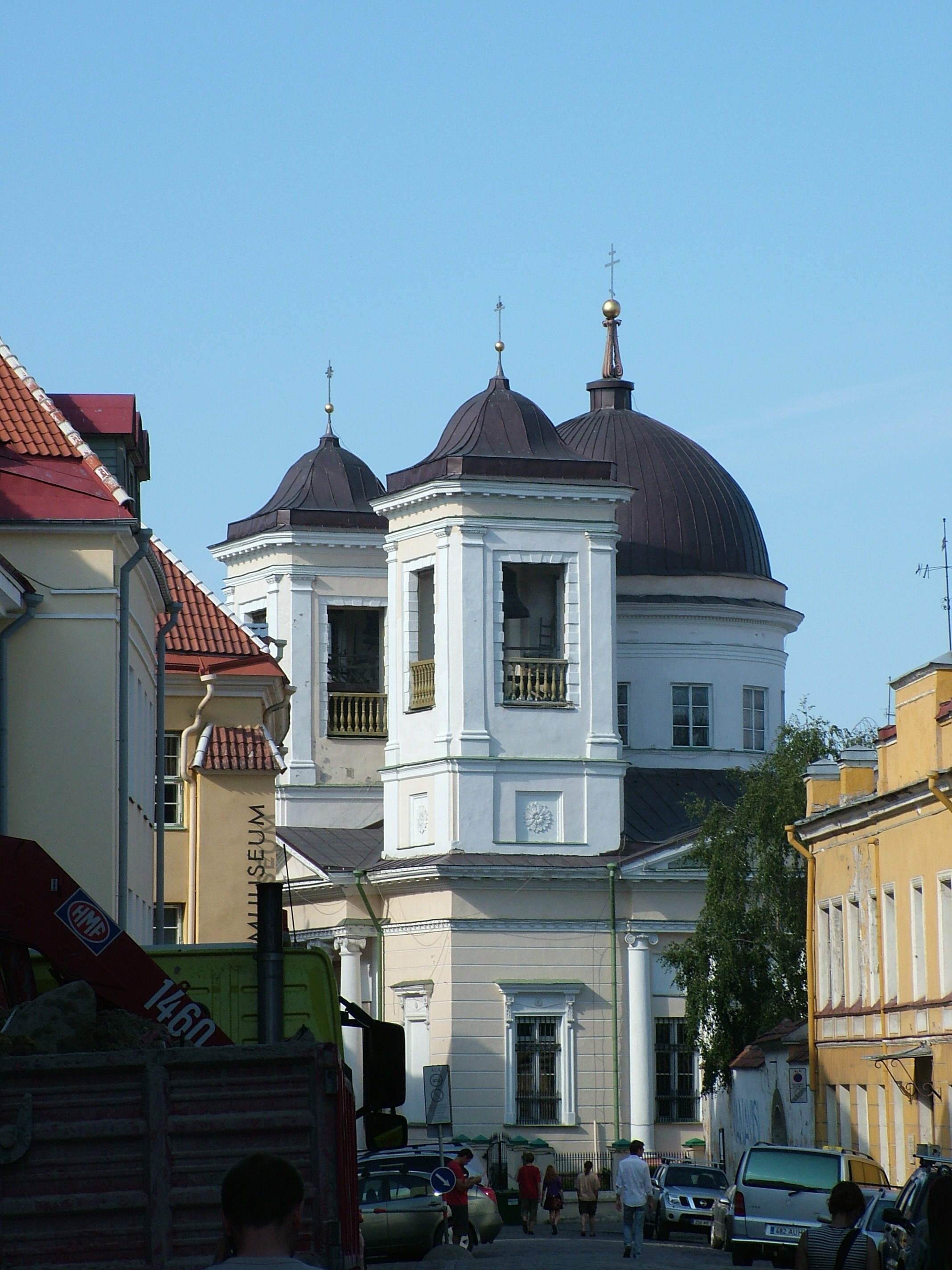
Церква святого Миколи чудотворця

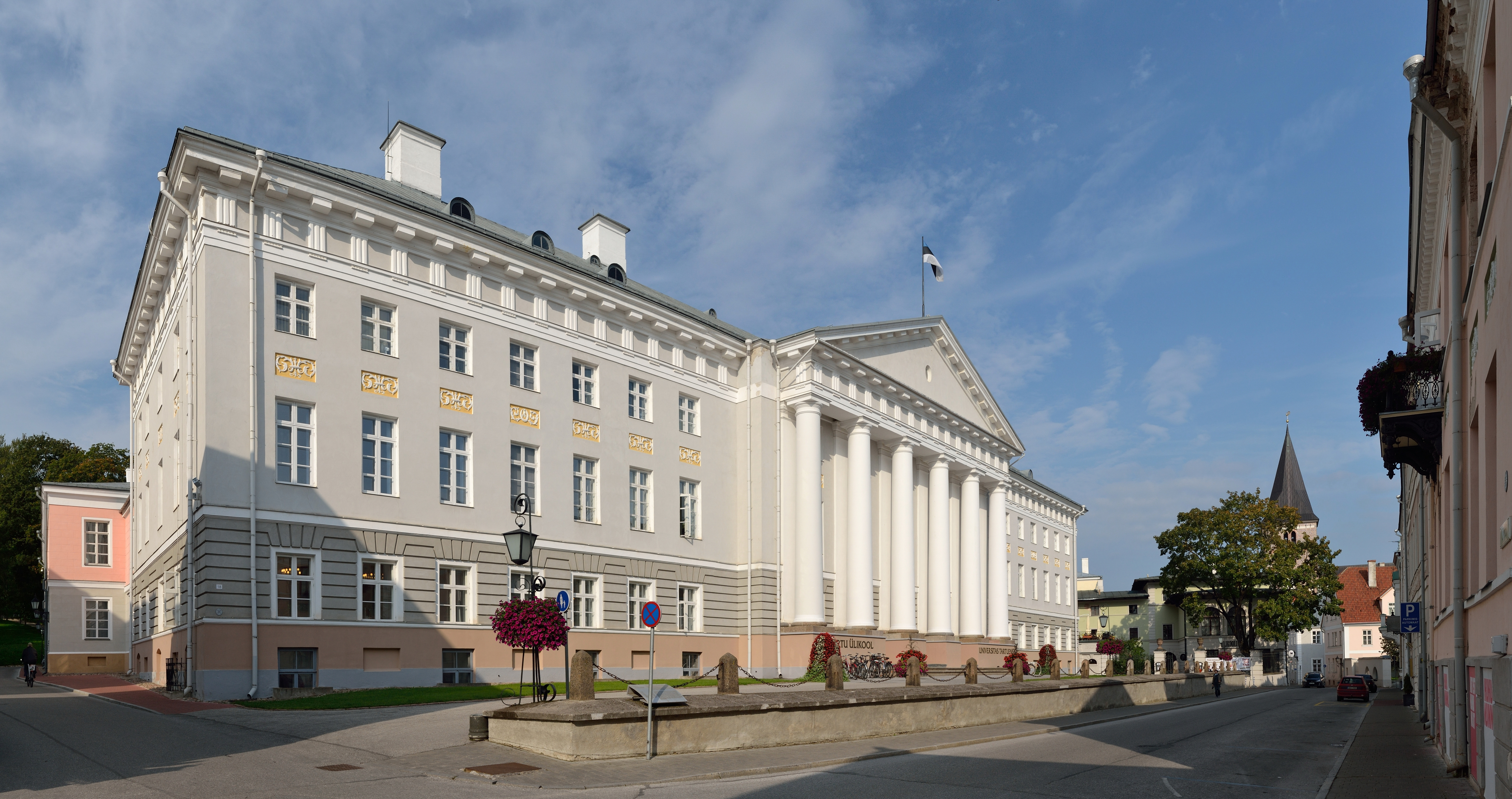
Головний корпус Тартуського університету

Можна припустити, що на культуру пращурів сучасних естонців деякий вплив чинила давньоруська культура. Про це свідчать такі стародавні запозичення в естонській мові, як raamat (книга, від грамота) і leib (хліб). Одна з перших згадок у «Повісті временних літ» про діяльність руських князів на території сучасної Естонії: похід великого князя Ярослава Володимировича 1030 року на чудь і заснування ним міста під назвою Юріїв (нині Тарту).
Після захоплення Лівонії хрестоносцями у другій чверті XIII століття в країні оселились німці й данці; влада опинилась в руках іноземців. Поступово утворилось станове суспільство, правлячою елітою якого були, головним чином, німці й онімечені місцеві ватажки. Пращури естонців увійшли до сфери безпосереднього впливу західноєвропейської культури, але залишались на її периферії, на межі західного та східного культурних просторів. Німецька культура значною мірою вплинула на естонську.
Найбільшого впливу зазнала релігія. Народ пов'язував обряди католицької церкви зі своїми стародавніми обрядами, християнські святі злились із поганськими духами-хранителями домівки, поля й худоби. Об'єднанню цих понять сприяло і те, що нові церкви, як правило, зводились на стародавніх культових місцях поклоніння. Утворилось так зване «сільське католицтво». Монастирі стали першими освітніми центрами. До XIV—XV століть зберігались старі дохристиянські імена естів; з XV століття дітей почали називати християнськими іменами, переробленими на місцевий народний лад (Йоганнес — Яан, Антоніус — Тиніс, Катаріна — Кадрі тощо).
З'явилось нове явище — міська культура. Розквіту естонських міст у середньовіччі сприяв Ганзейський союз; сполучення з Європою принесло із собою європейський уклад життя, як у духовній, так і в матеріальній культурі. У той період в архітектурному стилі домінувала готика. У Ревелі були споруджені монументальні храми — церква святого Миколи, церква святого Олая, церква Святого духа, Домініканський монастир. Дерптська Іоаннівська церква стала унікальною за безліччю керамічних скульптур. Невдовзі віяння центрально- і західноєвропейського мистецтва почали позначатись і на селянській культурі. Селяни почали використовувати готичні орнаменти під час прикрашання народних костюмів і предметів побуту.
1523 року до Естонії дістався рух Реформації. Лютеранство, що приділяло значну увагу народній освіті, заклало основу естонської писемності та селянської школи. 1535 року в Любеку вийшла перша книга естонською — катехізис ревельських пасторів Симона Ванрата (Simon Wanradt) та Йоганна Коелля (Johann Koell). 1632 шведський король Густав II Адольф заснував Дерптський університет (нині Тартуський університет), викладання в якому здійснювалось німецькою. Величезну роль у розвитку народної освіти відіграв Бенгт Готфрід Форселіус (Bengt Gottfried Forselius), який 1684 заснував семінарію для вчителів селянських шкіл і видав абетку естонської мови.

## Нові часи

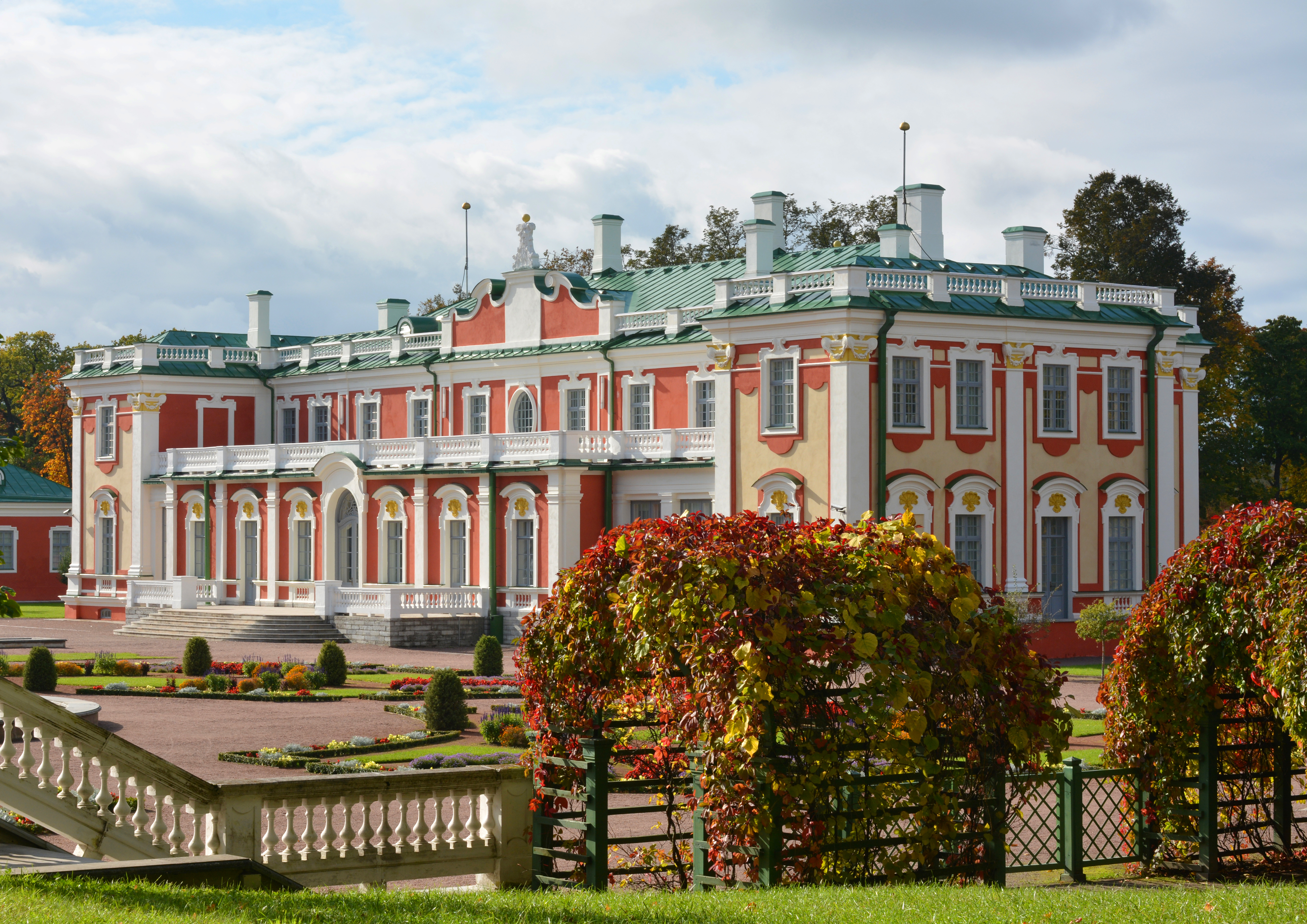
Царський палац Катериненталь

Після 1630 року в містах почали більше будувати. У другій половині XVII століття пожвавилась торгівля з Росією, що спричинило розквіт бароко в Нарві; найвизначнішими спорудами того періоду стали Іоаннівська церква та будівля біржі. У 80-х роках XVII століття в містах і мизах настав час класицизму, в містах з'явились прямі широкі вулиці й чітке розташування будівель. У північній Естонії під час будівництва використовувались вапняк, у південній — цегла.
Видатним прикладом стилю бароко в Ревелі (Таллінн) став царський палац у парку Катериненталь (Кадріорг), що будувався з 1719 до 1725 року. З другої половини XVIII століття дотепер збереглись класичні будівлі в центрі міста Тарту.
Селянська культура багато в чому залишалась незмінною, але нові віяння вплинули, наприклад, на народний костюм естонців. Те, що нині називається національним одягом, у давнину вважалось урочистим нарядом. Повний комплект такого костюму молоді естонці й естонки отримували на повноліття. Дівчата ходили зазвичай з непокритою головою, а одружені жінки носили головний убір. До наряду додавались прикраси, зроблені, в основному, зі срібла. Первинні риси зберіг національний костюм Південної Естонії, особливо Мульгімаа, де до XIX століття носили спідниці-килими. Народному костюму Північної Естонії притаманна коротка широка сорочка (англ. käised — рукава) з кольоровою вишивкою, Західної Естонії — коричнева й чорна верхня частина одягу. У чоловічій одежі розмаїття було дещо менше.
У першій половині XVIII століття завдяки релігійним громадам (гернгутери) християнська віра стала ближчою до простого люду. Гернгутерські громади пропагували набожність, покірність, моральний і тверезий образ життя, виступали за соціальну рівність і братерство, приділяли величезну увагу поширенню писемності, перекладали та складали релігійні книги. Багато просвітників вийшли з родин гернгутерів. Завдяки громадам зміцнювалась самосвідомість селянства. У той же час багато явищ народної культури (народні музичні інструменти, прикраси тощо) були занедбані як поганські та гріховні.
1739 року вийшов перший повний переклад Біблії естонською, перекладач Антон Тор Гелле (Anton Thor Helle). Цей переклад затвердив панування північно-естонського діалекту в країні. Завдяки остзейським пасторам-просвітникам в Естляндії поширювався раціоналізм, почали видаватись перші світські просвітницькі книги.
Велике значення для культурного розвитку Естонії мало відновлення 1802 року Імператорського Юріївського університету в Дерпті (нині Тарту). Саме університет став провідником західноєвропейських ідейних впливів — ідеалів свободи, рівності й братерства Французької революції, німецького романтизму «бурі й натиску». В Дерпті навчались і працювали такі відомі вчені, як астроном Фрідріх Струве (Friedrich Georg Wilhelm von Struwe), біолог Карл Ернст фон Бер (Karl Ernst von Baer), хірург Микола Пирогов. Студенти (в основному, діти заможних німецьких поміщиків-баронів) навчались німецькою мовою. Університет став колискою Естонського національного пробудження. Серед небагатьох естонців, яким удалось вступити в університет, був перший естонський поет Крістіан Яак Петерсон. У своїх віршах він використовував мову народних пісень, висловлював віру в майбутнє естонської мови, намагався пробудити в селян оптимізм та впевненість у своїх силах.
Значний внесок до розвитку естонської письменності й літератури зробив Отто Вільгельм Мазінг (Otto Wilhelm Masing). Він вилучив з письмової мови німецьку побудову речень, зменшив різницю між вимовою та написанням слів, запровадив у вжиток літеру õ. Широкої відомості набула газета Мазінга «Селянський Щотижневик» (1821–1825), в якій розповідалось про події у світі.

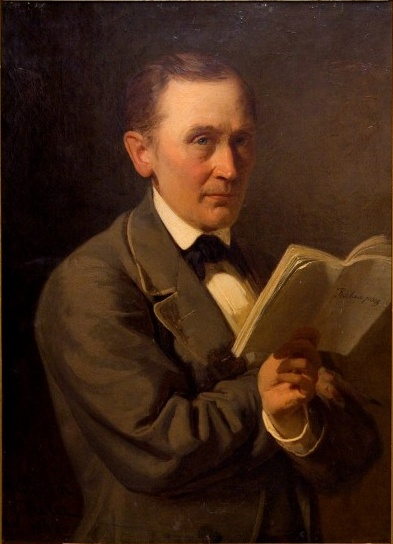
Фрідріх Крейцвальд

В середині 20-х років XIX століття в Дерптському університеті сформувалась група молодих естонських інтелігентів. Ідеї європейського раціоналізму та просвітництва проникли до їхніх розумів і душ. На чолі цього гуртка стояв лікар і літератор Фрідріх Роберт Фельман, активну участь брав Фрідріх Крейцвальд (Friedrich Reinhold Kreutzwald). Своїм головним завданням вони вважали пробудження почуття національної самоповаги й гідності народу, для чого потрібно було вивести естонську на більш високий рівень і довести світові, що і нею можна створювати гідні літературні твори. Назрів план створення естонського народного епосу та повернення його народу у високохудожній формі. В 1838 року Фельман заснував Естонське наукове співтовариство, яке займалось вивченням естонської мови та фольклору. Фельман почав збирати легенди про Калевіпоега, щоб потім об'єднати їх у єдиному творі. Після смерті Фельмана цю працю продовжив Крейцвальд. Естонський народний епос «Калевіпоег» було видано 1862 року. Фельман також підготував збірку квазіфольклорних міфологічних переказів (1840) на базі фінської народної спадщини. Виникла так звана псевдоміфологія з пантеоном богів (Ванемуйне, Ілмаріне тощо), яка завдяки шкільним підручникам і газетам швидко увійшла до народної свідомості.
У 1830-х — 1840-х роках з'явились перші підручники з російської та німецької мов для естонських дітей. У всіх селянських волосних школах письмо й лік стали обов'язковими предметами для хлопчиків. Для підготовки вчителів було створено близько десяти учительських семінарій. Першою школою, викладацький склад якої був суто естонським, стала гімназія Гуго Треффнера (заснована 1884) в Тарту.
Влітку 1845 року в Південній Естляндії почався масовий перехід естонців у православ'я. Селяни були переконані в тому, що, прийнявши «царську» віру, вони отримають землі та будуть звільнені від панщини. Упродовж трьох років до православ'я перейшло понад 60 000 естонців. Упевнившись, що ніякої землі їм не дадуть, селяни захотіли повернутись в лоно лютеранства, але уряд виступив рішуче проти цього. Декому з тих, хто змінили віру, доводилось потай відвідувати лютеранську церкву.

## Національне пробудження
Після скасування кріпосного права й панщини економічне становище естонців почало покращуватись. Викуп хуторів, що розпочався у 1860-х роках, прискорив економічний та культурний розвиток естонського народу. Чисельність населення збільшувалась. Покращились можливості пересування, завдяки чому розширились кордони навколишнього світу. Більш тісне сполучення допомагало створенню єдиної літературної мови на базі діалектів Північної Естонії. З середини XIX століття жителі Естонії почали йменувати себе естонцями (eestlased). Разом із загальним економічним життям та письмовою мовою зароджувалась національна культура, освічені естонці-патріоти закликали народ до участі в суспільному житті. Цей період історії Естонії називається періодом національного пробудження.

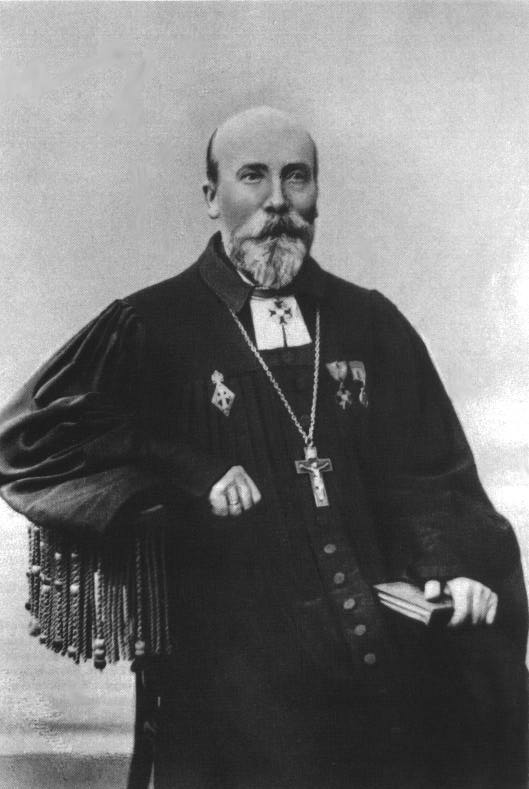
Якоб Гурт

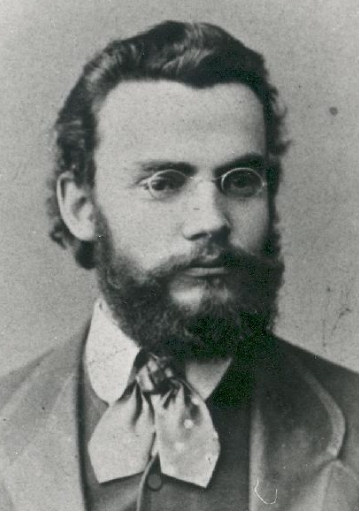
Карл Роберт Якобсон

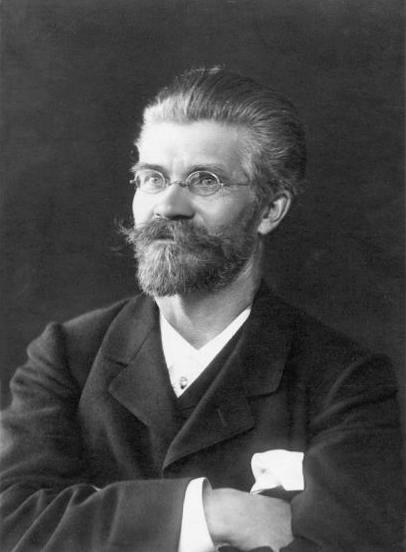
Амандус Адамсон

Один з найвидатніших діячів культури періоду пробудження був Йоганн Вольдемар Яннсен. Він почав випускати газету «Пярнуський поштар», пізніше в Тарту «Естонський поштар», що заклало основу естонського періодичного друку. Газети естонською стали важливою частиною національного руху, допомагали розширювати світогляд і покращували писемність народу.
У другій половині XIX століття почали утворюватись різноманітні співтовариства: співочі хори й оркестри, селянські товариства, товариства тверезості, об'єднання пожежних тощо. Члени товариств прагнули розвивати естонську культуру, влаштовували дискусії з актуальних тем. В Тарту утворилось театральне об'єднання «Ванемуйне», в Таллінні — «Естонія». На початку 1870-х років з'явилось Естонське літературне товариство (1872—1893), що видавало книги й підручники естонською, активно займалось розвитком мови, збирало фольклор та етнографічний матеріал. Рух збирання коштів на заснування вищого навчального закладу з викладанням естонською мовою (Естонська Олександрівська Школа) був першою загальнонародною організацією. Головний комітет руху (1870—1884) займався агітацією та організовував культурні заходи.
За часів народного пробудження було покладено початок естонській національній музичній творчості й хоровим співам. 1869 року в Тарту на честь 50-річчя скасування кріпосного права відбулось перше співоче свято, ініціатором і керівником якого був Яннсен. Участь брали чоловічі хори й духові оркестри, з усієї Естонії зібралось близько 800 співаків і музикантів, понад 1600 слухачів. Традиція співочих свят донині є важливою частиною естонської культури та національної ідентичності.
Однією з найбільших національних акцій наприкінці XIX століття — збиранням старовинної спадщини — розпочав свою діяльність Якоб Гурт. На його заклик (1888) відгукнулись селяни, ремісники та вчителі, разом близько 1400 осіб, які записували вірші, казки, прислів'я, приказки, загадки та звичаї. У той же час традиційні форми сільського життя та народної культури почали поступатись сучасним. Замість житлової риги будували будинки з великими вікнами, дерев'яною підлогою та димарем. У зв'язку з поширенням міського стилю життя припинилось використання національного одягу, який, однак, продовжували носити в урочистих випадках.
За часів підйому естонської національної свідомості виникла й естонська художня література. Помітними діячами культури були письменники Міхкель Веске (Mihkel Veske), Фрідріх Кулбарс (Friedrich Kuhlbars), Карл Роберт Якобсон (Carl Robert Jakobson) й інші. В літературі переважав романтичний стиль, що ідеалізував період стародавньої незалежності, прославляв красу природи Естонії та висловлював любов до рідного краю. Видатну роль у розвитку художньо-зрілої патріотичної поезії відіграла дочка Яннсена (яка писала та стала відомою під псевдонімом Лідія Койдула); вона була також творчинею естонської драматургії й театру. Едуард Борнхьое написав перші історичні повісті.
З 1880 року почалась загальна русифікація. Період русифікації загальмував народний рух. Освіта й діловодство були перекладені з німецької на російську мову, здійснено заміну вчителів і службовців. Поряд з усім цим проводилась пропаганда всього російського. У той же час знання російської мови надавало естонцям можливості увійти поряд із німцями до більш престижних кіл суспільства — державних діячів, адвокатів тощо. Виріс вплив естонців і в органах міського самоврядування. 1883 року було утворено Естонське Студентське Товариство, для прапора якого було обрано синій, чорний та білий кольори. Товариство естонських літераторів продовжувало бути центром літературної лінгвістичної та фольклористичної діяльності.
Станом на 1897 рік середня писемність в Естляндській губернії серед протестантів становила 83 % (серед усіх жителів Естляндії — 79,9 %).
У 1890-х роках естонська література розвивалась у напрямку реалізму. Для цього періоду характерно переплетіння елементів романтики й реалізму — в поезії Юхана Лійва, Анни Хаави.
За часів національного руху набули відомості композитори Александр Сабельманн-Кунілейд, Александр Едуард Томсон, Фрідріх Август Сабельманн і Карл Август Германн. Їхня хорова творчість є першим зразком естонської національної музичної творчості. Більша частина професійних музикантів Естонії здобувала освіту в Петербурзькій консерваторії.
У другій половині XIX століття зародився естонський живопис і скульптура. Засновником естонського живопису вважається Йоганн Келер. Він виріс у бідній селянській родині, з великими труднощами йому удалось закінчити Петербурзьку Художню академію. Найвідомішими творами Келера є «Пряха», «Пробудження від чарів», портрет Крейцвальда. Першими естонськими скульпторами були Август Вейценберг та Амандус Адамсон. До видатних творів Вейценберга належать скульптури «Лінда», «Калевіпоег», «Сутінки», «Зоря». Адамсон відображував у своїй творчості морську тему й життя рибалок. Широко відомий його монумент «Русалка», а також твори «Останній подих корабля» й «Зоря та Сутінки». Свідомий пошук естонським мистецтвом свого шляху почався наприкінці століття, коли до Естонії проник стиль югенд.
На рубежі XIX—XX століть на естонську культуру сильно вплинули індустріалізація, модернізація та швидкий розвиток міст. Перші десятиріччя XX століття були періодом великих змін, під час яких естонське суспільство сягнуло рівня розвитку, достатнього для створення самостійної держави. Під впливом революції 1905 та 1907 років починалась друга хвиля національного руху, яка взяла курс на створення вже самостійної держави. В результаті революції 1905 року було отримано дозвіл царського уряду на відкриття естономовних початкових і середньосвітніх приватних шкіл. 1906 року театри «Естонія» та «Ванемуйне» отримали статус професійних. У першому десятилітті XX століття з'явились перші естонські фільми. Балтійсько-німецька культура в Естонії відійшла на другий план.
1909 року в Таллінні й Тарту відбулись перші самостійні виставки естонського мистецтва. В естонській архітектурі того періоду, як і в музиці, поряд із захопленням світовими течіями виникли ознаки національного стилю.
Перші професійні естонські композитори — Йоганнес Каппель, Мійна Хярма та Константин Тюрнпу. Мійна Хярма була першою жінкою-композиторкою Естонії, її творчість складається з героїчно-патріотичних хорових пісень, ліричних творів, а також обробок народних пісень. Творчість Константина Тюрнпу складає найкращу частину естонської хорової класики. 1896 року Рудольф Тобіас написав перший національний симфонічний твір — увертюру «Юлій Цезар». Він же є автором ораторії «Посольство Йони» (1909). 1900 року Александр Ляте заснував у Тарту перший симфонічний оркестр. Петербурзьку консерваторію закінчили, а потім працювали професорами перші естонські професійні виконавці брати-піаністи Артур і Теодор Лемба; Артур Лемба був автором першої естонської симфонії (1908) й опери «Дочка Лембіту» (1908).

## XX століття і сучасний стан

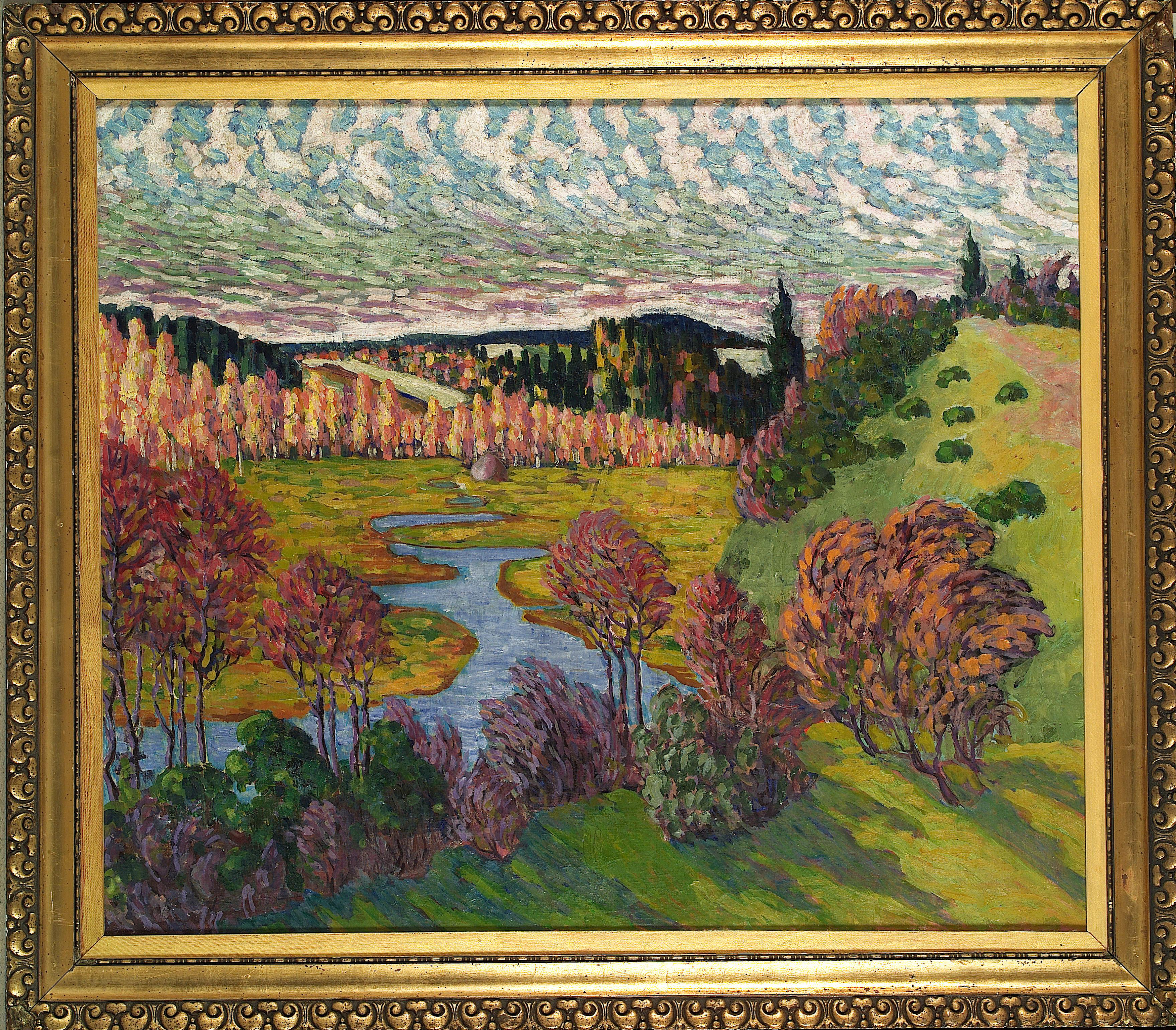
Конрад Мягі

### Початок XX століття
1909 року в Тарту було створено Естонський Національний Музей, де зберігаються предмети старовини.
На початку XX століття почали створюватись нові літературні товариства. Наприклад, «Молода Естонія» (1905) під керівництвом Густава Суйтса, що прагнула до підйому естетичної культури й розвитку міжнародних літературних зв'язків. Для формування своєї естетичної програми члени об'єднання обрали позиції романтизму, що протиставляв себе реалізму. «Молода Естонія» під гаслом «Залишаємось естонцями, але станемо і європейцями» прагнула до синхронізації естонських культурних явищ з європейськими течіями.
Зліт революційної романтики проявився в поезії Густава Суйтса і творчості Фрідеберта Тугласа. Після придушення революції в естонській літературі спостерігалось з одного боку тяжіння до неоромантизму та імпресіонізму, з іншого — зміцнення позицій реалізму у всіх жанрах. Зрілі в художньому сенсі твори належать Августу Кіцбергу, поетам Юхану Лійву, Анні Хааві й Густаву Суйтсу.
Твори Едуарда Вільде заклали основи жанру роману та стилю реалізму в ньому.
Починаючи з 1917 року поезія посіла провідне місце в естонській літературі. 1917 року утворилось літугрупування Сіуру, яке вивело любовні вірші на новий рівень. В поезії розвивався експресіонізм — непевне передчуття катастрофи, відчай перед майбутнім. З естонських експресіоністів найвідомішими є Йоганнес Семпер, Йоганнес Барбарус, Марія Ундер, Хендрік Віснапуу.
На початку XX століття в архітектурі Естонії популярним став модерн. Прикладом цього стилю є будівля театру «Естонія» в Таллінні, будівля Інституту зоології та геології Тартуського університету й інші.

### Перший період незалежності (1918—1940)

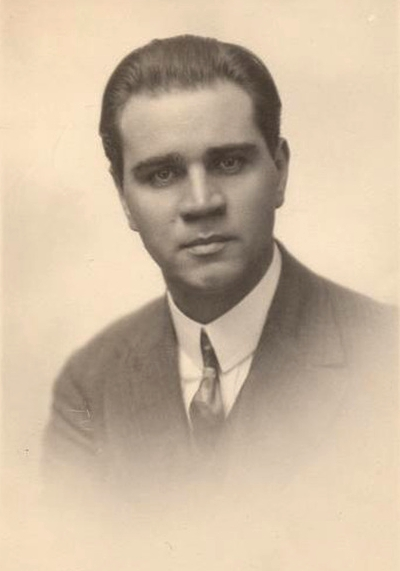
Евальд Аав

Завдяки набуттю 1918 року державності стало можливим створення державних структур для надання підтримки естонській культурі. Видатні твори мистецтва й літератури відзначались з боку держави різноманітними призами та преміями. Розвитку культури сприяла система народної освіти, вища освіта й наука естонською мовою — з 1918 року естонська стала державною. Почало свою роботу національне Естонське радіо (1924).
З 1918 року почало свою діяльність Естонське телеграфне агентство. У Таллінні й Тарту 1919 року були засновані два вищих музичних училища.
1925 року було прийнято Закон про культурну автономію. Відповідно до цього закону національні меншини Естонії (росіяни, німці, шведи, євреї, латиші й інші) мали право за підтримки держави відкривати національні школи та організовувати своє культурне життя.
У 1920-х — 1930-х роках провідним науковим центром країни був Тартуський університет, де особлива увага приділялась дослідженням в галузі естонської філології та літератури, історії, етнографії та медицини. 1930 року в Естонії видавались 276 газет і журналів. У період 1932-37 років вийшла «Естонська енциклопедія» (ест. Eesti Entsüklopeedia). Працю продовжували численні об'єднання та кооперативи.
У 1930-х роках на селі почав домінувати міський стиль життя. За часів диктатури Пятса значна увага приділялась патріотичному вихованню молоді, були проведені акції естонізації імен та декорації країни.
1922 року в Естонії з'явився Союз естонських письменників, засновником якого став Фрідеберт Туглас. З'явились журнали «Тарапіта», «Лоомінг», газета «Літературна орбіта» тощо. 1925 року було засновано фонд «Культурний капітал», за допомогою якого письменникам видавали стипендії та можливість працювати професійними авторами. Основним творчим методом у прозі та драматургії став реалізм, на центральні позиції висунувся роман, що відзначався психологічною глибиною — Антон Гансен Таммсааре, Август Мялк, Август Якобсон, Оскар Лутс. Діяли літературні угрупування «Тарапіта» й «Арбуяд».

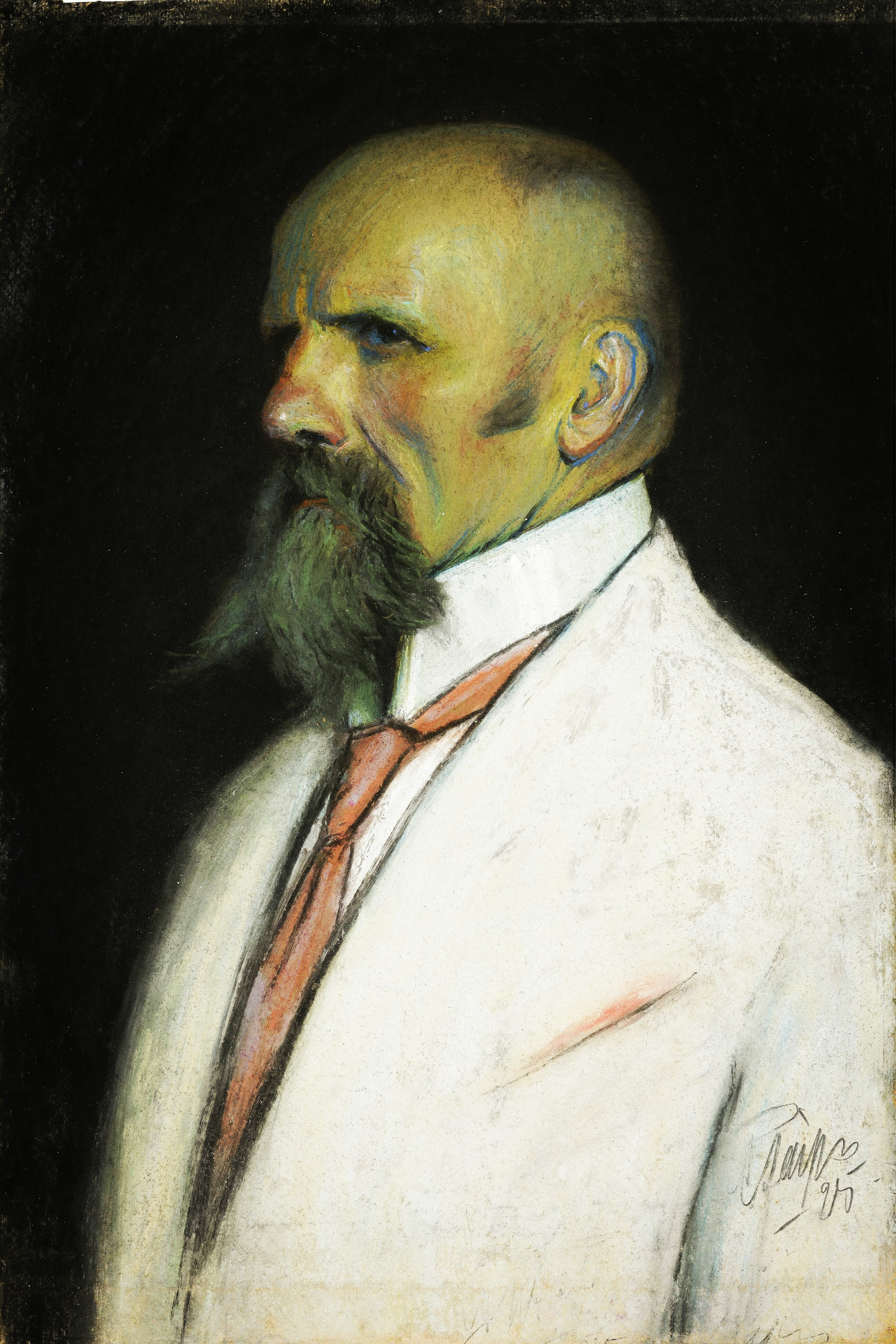
Антс Лайкмаа

В Тарту з'явилось художнє об'єднання «Паллас». Відомими живописцями тих часів є Антс Лайкмаа, Микола Трійк, Конрад Мягі, Кристіан Рауд. Майстер графіки Едуард Війральт володів усіма доступними техніками. В архітектурі Естонії 1920-х років спостерігався традиціоналізм. Серед будівель того часу можна відзначити будівлю колишніх Державних зборів, будівлі Будинку мистецтв і Будинку офіцерів в Таллінні, а також будівлю художньої школи, Естонської сільськогосподарської академії, низку великих житлових будинків у Тарту. 1930-ті роки — часи розквіту естонського функціоналізму (Олев Сійнмаа, Алар Котлі, Арнольд Маттеус, Еуген Хаберманн та інші).
Діяли театри «Естонія» (в Таллінні), «Ванемуйне» (в Тарту), «Ендла» (в Пярну) й «Угала» (у Вільянді). Популярними стали комедії Гуго Раудсеппа. Постановники — Антс Лаутер, Ганно Компус, Прійт Пилдроос, Лео Калмет, Гілда Глесер, Андрес Сярев, Альфред Мерінг.
Бурхливо розвивався кінематограф. Один із основоположників естонського кіно — оператор і продюсер Теодор Лутс. У 1920-х роках було поставлено кілька повнометражних художніх фільмів. Найбільший успіх мали картини Костянтина Мярска «Потворні наречені» й «Румму Юрі» (1920). Перший художній фільм зі звуком був музичним і називався «Діти сонця» (1932), режисер та оператор Теодор Лутс.
Склались дві головні творчі школи: Артура Каппа в Таллінні та Гейно Еллера в Тарту. У творчості Каппа особливо виділяються симфонічні твори. Опера «Вікерці» є найбільш видатним твором його учня Евальда Аава. Авторство значних хорових творів належить Марту Саару.
Найбільші представники естонської довоєнної музичної естради — Артур Рінне, Антс Ескола, Пауль Пінна, Аарне Віїсімаа й інші.

### Радянський період

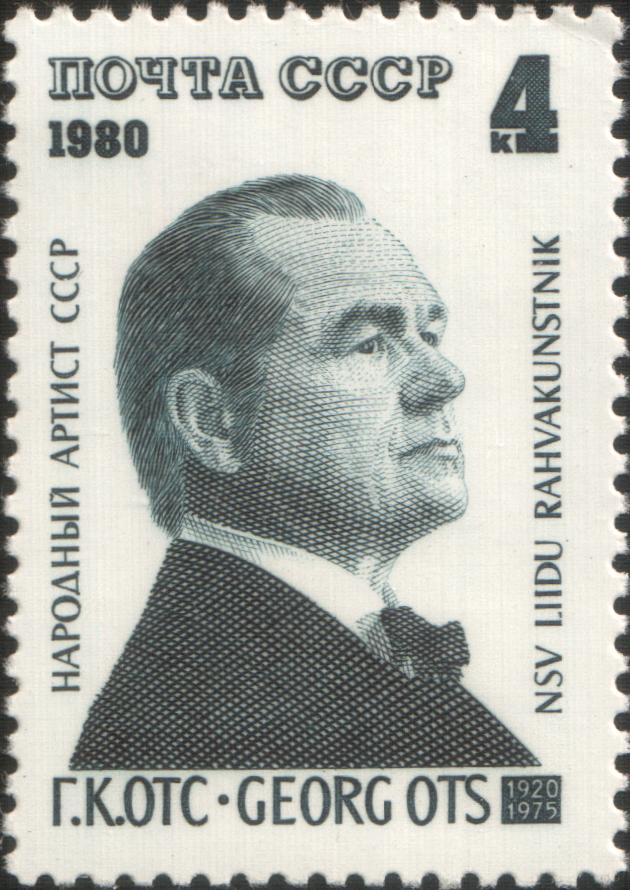
Радянська поштова марка із зображенням Георга Отса

Прийнято вважати, що анексія 1940 року перервала нормальний культурний розвиток Естонії, узявши культуру й освіту під ідеологічний контроль. В мистецтві й літературі єдиним визнаним владою стилем став соціалістичний реалізм. Попри ідеологічні обмеження, створювались значні твори, особливо з періоду «відлиги» 1960-х років.
1955 року було створено Естонське телебачення.
Було створено оргкомітет Союзу радянських письменників Естонії (1940). З 1950-х років головною темою стало зображення дружби народів Радянського Союзу, а також перетворення на селі.
У той період в поезії розвивались епічні поеми. Повоєнні перетворення в суспільстві зображені у повістях Ганса Леберехта, Рудольфа Сірге, Ерні Крустена, нарисо-публіцистичній прозі Юхана Смуула, Егона Раннета й інших.
У той же час значно частина естонської культури розвивалась за кордоном: у Швеції, в Канаді й інших країнах естонські видавництва публікували літературу, діяли громадські організації. В еміграції писали Карл Рістіківі, Марія Ундер, Август Гайліт, Раймонд Кольк та інші. У період 1944−1990 років поза межами Естонії естонською було видано 267 романів та 181 збірка віршів від 75 авторів.
Естонія славиться своєю дитячою літературою. Найбільшими естонськими дитячими письменниками були Ено Рауд і Калью Кангур, а також Іко Маран, Хельо Мянд, Еллен Нійт, Дагмар Нормет, Айно Первік, Холгер Пукк, Сильвія Раннамаа, Яан Раннап, Сильвія Труу, Лєело Тунгал, Едгар Валтер та інші.
У 1940—1950 роках тривав інтенсивний розвиток хорової музики. Густав Ернесакс та Еуген Капп створювали хорові пісні й опери на національно-історичну тематику. У 1950-х роках популярності набув співак Георг Отс.

#### «Відлига»1960-хроків

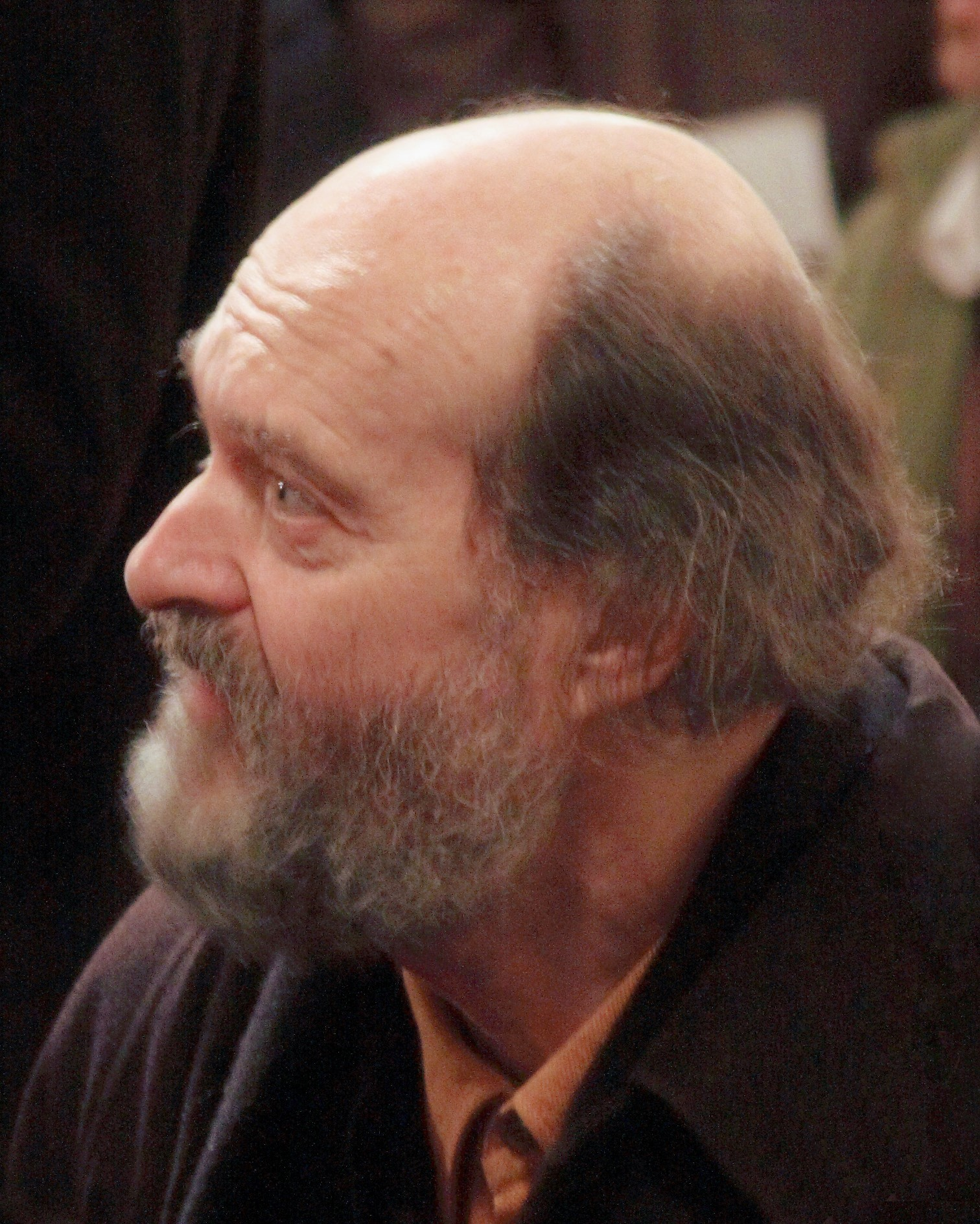
Арво Пярт

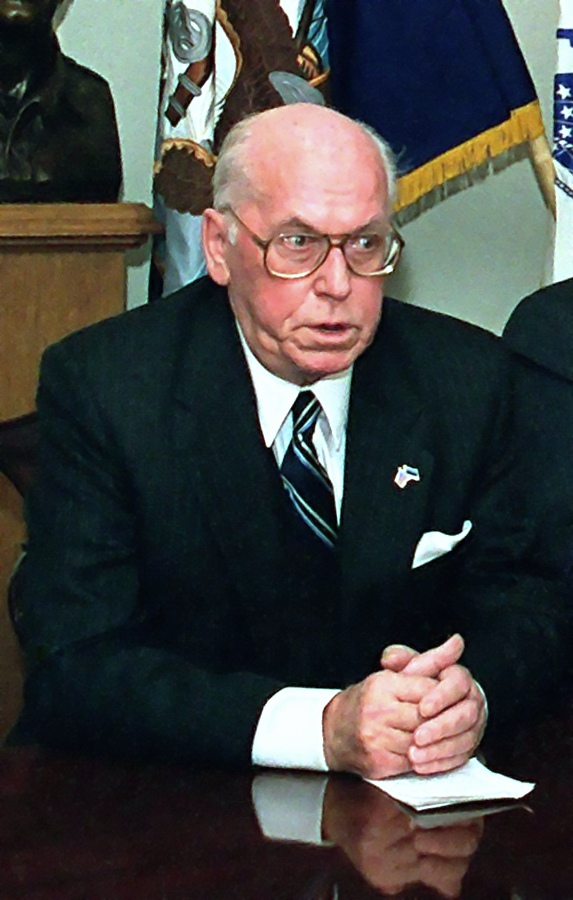
Леннарт Мері

Так званий період «відлиги» надав більше свободи й толерантності відносно новаторських художніх пошуків; культурна сфера Естонії почала розвиватись більш стрімко.
Особливо інтенсивним ставало художнє життя. Традиції палласівців у мистецтві продовжувались до 1960-х років, після чого перевага перейшла до більш авангардного підходу. З пейзажистів виділяються Айлі Вінт, Тоомас Вінт й інші. Юрі Аррак звертав на себе увагу використанням техніки художньої деформації та прийомів гротеску.
З авторів монументального живопису слід особливо відзначити Ельмара Кітса, Миколу Кормашова, Енна Пилдрооса і Валлі Лембер-Богаткіну. Такі естонські графіки, як Тиніс Вінт, Війве Толлі й Малле Лейс отримали визнання за кордоном.
В галузі скульптури у 1960-х видатне місце посідали такі майстри старшого покоління, як Ферді Саннамеес, Антон Старкопф. З середини 1960-х скульптура відзначалась використанням нових матеріалів, технік і форм (Юло Иун, Маре Мікоф, Яак Соанс).
У 1970-х роках в мистецтві знову набув популярності більш традиційний стиль, що розвивався до самого фотореалізму: Олев Суббі, Айлі Вінт, Малле Лейс. Нові технічні прийоми вніс у графіку Кальо Пиллу, який звертався до далекого минулого естонського народу й міфології фіно-угорських народів. Серед графіків нового покоління відзначаються Конкордія Клар, Енно Оотсінг, Марью Мутсу, Маре Вінт. В скульптурі значна увага приділялась композиціям на тему сучасності та монументальної пластики.
Для літератури часів «відлиги» стали характерними описи між рядків та гра у «кішки-мишки» з Головлітом. Яан Кросс змальовував у своїх романах напруження опорів та компромісів. Нове покоління прозаїків — Маті Унт, Енн Ветемаа, Матс Траат, Еме Беекман — принесли до естонської літератури сучасну філософсько-моральну проблематику, пошуки в галузі художньої форми.
У драматургії на перший план виходить сучасна за темою соціально-психологічна драма з морально-етичною проблематикою — Арді Лійвес, Енн Ветемаа, Маті Унт. У поезії зародилось так зване касетне покоління (дебютні збірки віршів 4-5 молодих поетів) — Пауль-Еерік Руммо, Ян Каплінський, Хандо Руннель, Війві Луйк, Арві Сійг та інші. Найбільш улюбленим для естонців поетом 1970-х років був Юхан Війдінг.
В музиці з'явилось молоде покоління композиторів. Найвідоміший сучасний естонський композитор — Арво Пярт, який емігрував 1980 року до Німеччини, першовідкривач «стилю дзвоників».
У 1960-80 роках продовжувала розвиватись камерно-інструментальна та камерно-вокальна музика. У той період відзначається творчість Вельо Тормісa, що базувалась на традиціях естонського та фіно-угорського фольклору. Вокально-симфонічний жанр представлено творами Ейно Тамберга, Кулдара Сінка та інших, камерний стиль — творчістю Естера Мягі. Диригентом світового класу було визнано Ері Класа. Всесвітньо відомий диригент Нееме Ярві, який активно пропагує естонську музику за кордоном, 1980 року емігрував до США.
З композиторів покоління 1970-х — 1980-х років можна відзначити Ерккі-Свена Тюура, Лепо Сумера, Раймо Кангро, Рене Еєспере, Урмаса Сісаска. Для праць низки композиторів тих часів характерне поєднання року та симфонії.
В Естонії почав відроджуватись джаз і розвиватись рок-музика. Успіх мав оркестр Modern Fox, що виконував танцювальні хіти 1930-х — 1950-х років; в галузі естонської поп-музики 1980-х років найбільш популярними виконавцями були Анне Вескі, Марю Лянік, Іво Лінна, Гуннар Грапс; рок-гурти «Руя», «Рок-готель», «Апельсин», «Вітамійн», «Радар».
Талліннська кіностудія з 1963 року мала назву «Талліннфільм». Популярним став історично-пригодницький фільм «Остання реліквія» (Григорій Кроманов, 1971). З 1970-х років новий естонський кінематограф намагався викрити історично сфальсифіковану тему в об'єктивну, проте рафіновану форму: «Ціну смерті спитай у мертвих» (Кальо Кійск, 1977), «Гнізда на вітрі» (Олав Неуланд, 1979) тощо. Рівнішим та вищим був художній рівень кінодокументалістики: картини Андреса Сеєта, Марка Соосаара, Леннарта Мері, Рейна Марана.
Основоположником естонського лялькового фільму став Ельберт Туганов. У галузі мальованого мультфільму вирізняється Прійт Пярн та його школа зі своїми гротескними алегоріями, що базуються на феєрверку візуальної фантазії.

### Період незалежності

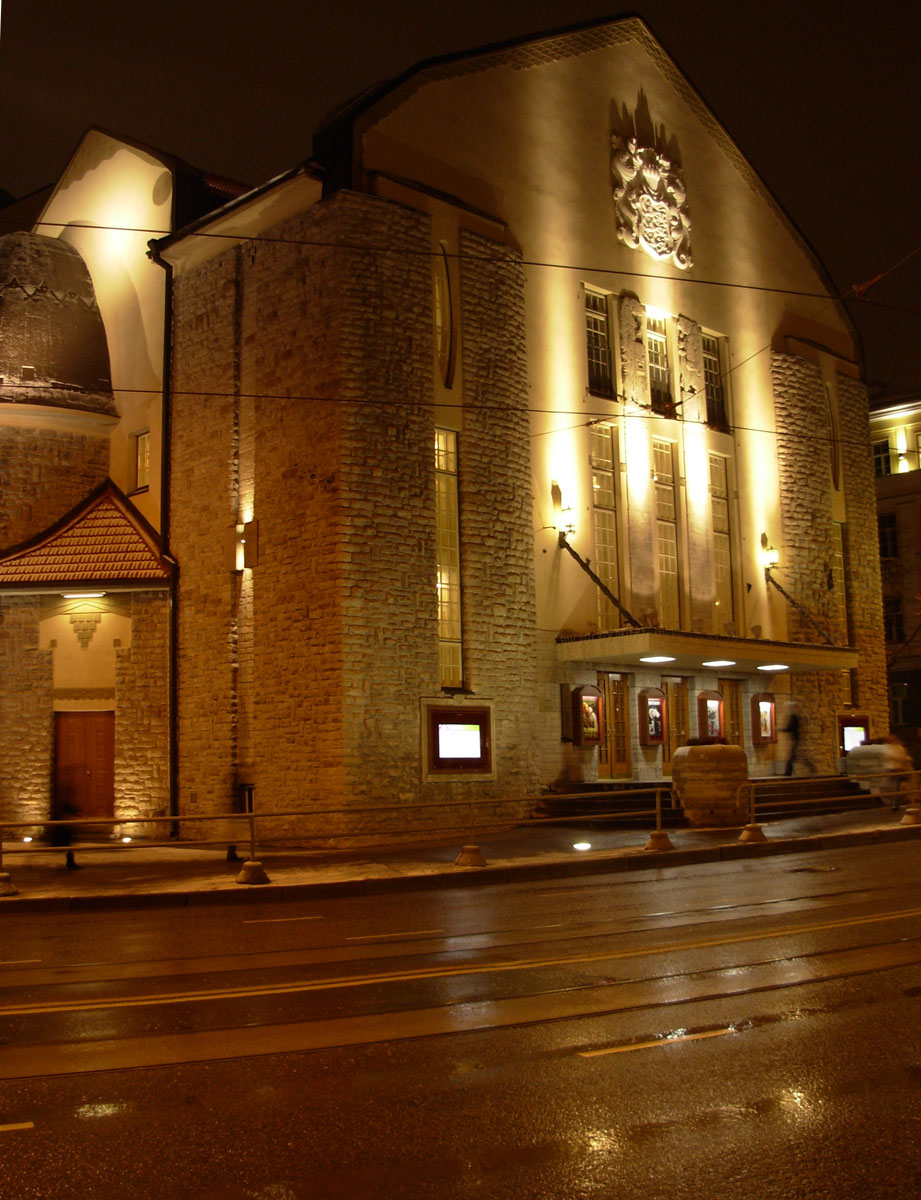
Будівля Естонського драматичного театру

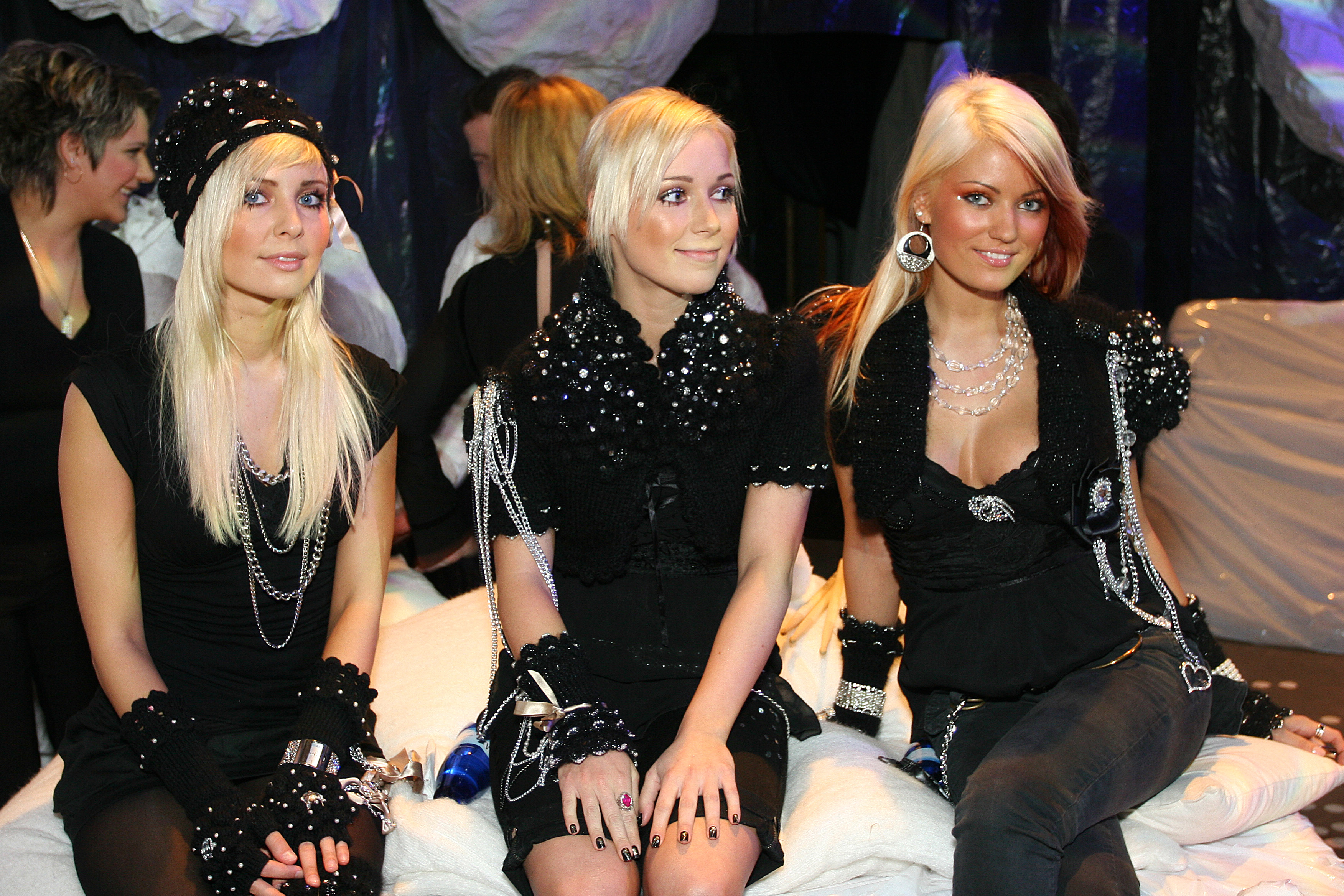
Гурт Vanilla Ninja

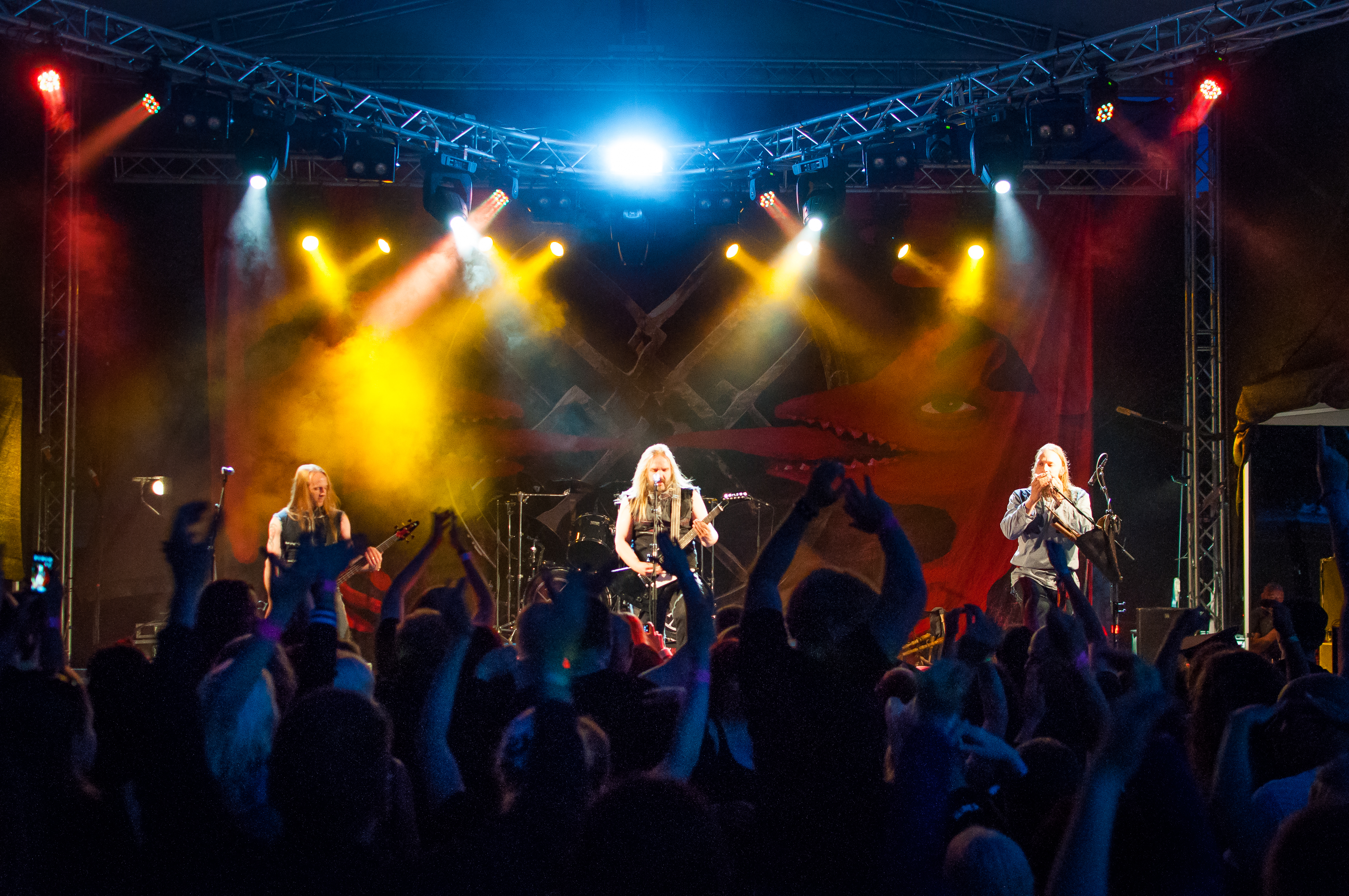
Metsatöll

1990 року була скасована цензура друкованих видань і засобів масової інформації. У 1991 році Естонія відновила свою незалежність, і в культурному житті багато що змінилось. З одного боку, зник ідеологічний контроль над мистецтвом і літературою, з іншого — автори були змушені враховувати правила ринку. Цей період характеризується книжковим бумом. З'явилась можливість познайомитись із творами естонських письменників, які перебували в еміграції.
Для сучасної естонської культури характерним є відновлення культурних зв'язків з усім світом. Поряд із цим укорінилась масова культура.
Почали виникати приватні галереї мистецтва, розвивались немонументальні форми мистецтва: інсталяції, відеомистецтво: Яан Тоомік, Ене-Лійс Семпер, Райво Келомеес.
У 1990-х роках фільми були наративними: усвідомлення історії, категорії свободи, зв'язок між владою та індивідом. Поряд із загостреною соціальною тематикою трапляються тенденції ускладнення мови й умовності — «На вулиці Раху» (Роман Баскін, 1991), «У пробудженні» (Юрі Сілларт, 1989), «Тільки божевільним» (Арво Іхо, 1990). У розважальному жанрі — фільм «Вогняна вода» (Харді Волмер, 1994). Фільм «Georgica» (Сулев Кеєдус), що розкриває больову точку епохи, мав успіх на багатьох фестивалях. Глядацькі рекорди побила історична епопея «Імена на мармуровій дошці» режисера Ельмо Нюканена, знята за однойменним романом Альберта Ківікаса. Першою з естонських кінострічок, показаною на Канському кінофестивалі, стала драма 2007 року «Магнус»; того ж року низку міжнародних призів отримав фільм «Клас»
Свій слід у сучасній естонській літературі залишили Ене Міхкельсон, Микола Батурін, Мадіс Київ, Майму Берг, Юло Маттеус. З наймолодшого покоління відзначається Тину Иннепалу, Ервін Иунапуу, Пеєтер Саутер, Тармо Тедер, Андрус Ківіряхк, Каур Кендер, Сасс Генно.
В Естонії налічується близько 600 бібліотек, найбільші з них — Бібліотека Тартуського університету й Національна бібліотека в Таллінні.
Театри Естонії: Естонський драматичний театр, Ліннатеатер (Міський театр), Театр «Ванемуйне» в Тарту, Російський театр Естонії, Ляльковий театр, Ракверський театр, Театр «Ендла» в Пярну, Театр «Угала» у Вільянді тощо.
Організацією концертної діяльності займається «Еесті концерт».
У Таллінні розміщуються Національна опера «Естонія» та Естонська філармонія.
У 1990-х роках завдяки новим технологіям і каналам масмедіа почала бурхливо розвиватись попмузика. Із числа поширених музичних стилів можна відзначити танцювальну/електронну музику, а також поп- і рок-музику, хіп-хоп, джаз, heavy-metal rock. 2001 року Естонія зайняла перше місце на конкурсі масової культури — Євробачення. Сучасні популярні артисти: Маарья-Ліїс Ілус (Maarja), Танел Падар, Ines, Chalice; гурти А-rühm, Genialistid, Dagö, Metsatöll, Sun, Smilers, Terminaator, Ultima Thule, Urban Symphony, Vanilla Ninja, Vennaskond, J.M.K.E.
Восени 2016 року в Естонії припинено випуск російськомовної преси.